# 738

Kaart van de Mayacultuur (8e eeuw)

Het jaar 738 is het 38e jaar in de 8e eeuw volgens de christelijke jaartelling.

## Gebeurtenissen

### Europa
- De Franken onder aanvoering van Karel Martel ("de Strijdhamer") voeren een militaire campagne tegen de Saksen (in het huidige Westfalen).
- Paus Gregorius III verleent de verslagen hertog van Spoleto asiel. De Longobarden voeren een rooftocht door Umbrie en bedreigen Rome.

### Afrika
- De Arabieren vertrekken voor de eerste keer op een tocht door West-Afrika, om slaven te ronselen. (waarschijnlijke datum)

### Meso-Amerika
- De Maya-stad Quiriguá verkrijgt zijn onafhankelijkheid van de rivaal stad Copán door een overwinning van "Cauac Hemel", heerser (ajaw) van Quiriguá.
- Op 3 mei wordt de vorst van Copan, Waxaklajuun Ubaah K'awiil (Achttien Konijn) ritueel geofferd.

## Religie
- De Daibutsuden (zaal van de "Grote Boeddha") van het Tōdai-ji-tempelcomplex in Nara (Japan) wordt gebouwd.
- De Kaiyuantempel van Chaozhou in de Chinese provincie Guangdong wordt gebouwd.

## Geboren
- Mnata, hertog van Bohemen (overleden 804)

## Overleden
- Eucherius, bisschop van Orléans (of 743)